# Anna-Vari Arzur
Anna-Vari Arzur (Plouvien, 10 d'abril de 1921 - Bohars, 7 de maig de 2009) fou una activista cultural bretona. Era membre d'una família camperola de 10 germans, va estar un temps de novícia amb les Germanes de la Immaculada Concepció a Sant-Meven i continuà estudis superiors de matemàtiques i ciències físiques. Treballà com a professora en una escola catòlica a Lesneven (Finisterre) de 1945 a 1970 i acabà la seva carrera al centre de formació pedagògica de Brest.
Des de 1970 ensenyà matemàtiques i física en bretó, i va promoure l'ensenyament en bretó a l'ensenyament catòlic. Un cop jubilada, el 1982 va fundar Skolig al Louarn (la petita escola del llop), que esdevindrà un important centre cultural de promoció i difusió del bretó a Plouvien. Skolig al Louarn esdevindrà també editorial, i publicarà diversos llibres escolars, especialment el 1987 Dis raconte moi la Bretagne.
També edità el mensual en bretó Ero Nevez. També participà força activament en la federació per promoure la llengua bretona Emgleo Breiz i en el moviment cultural Bleun Brug. El 1993 va rebre el collar de l'orde de l'Ermini i el 1994 el premi Hervé Le Menn per la seva acció cultural.
Deu anys després de la seva mort, a proposta del seu successor, Michel Le Goff, que en va fer una biografia,Skolig al Louarn li dedicà una vetllada d'homenatge a Plouvien, on hi ha un carrer que porta el seu nom.